# Heringita heringi
Heringita heringi är en fjärilsart som beskrevs av Ramon Agenjo Cecilia 1953. Heringita heringi ingår i släktet Heringita och familjen spillningsmalar. Inga underarter finns listade i Catalogue of Life.